# 高寅生
高寅生，河南省南陽府鄧州人，清朝政治人物。同進士出身。
光緒二年（1876年），參加丙子恩科會試，得貢士第107名。殿試登進士3甲第6名。同年五月（6月3日），著分六部學習。